# Вассиян Юліян
д-р Юлія́н Іванович Вассия́н  (12 січня 1894, с. Колоденці, нині Львівський район Львівської області — 3 жовтня 1953, Чикаго США) — український публіцист, громадський і політичний діяч, філософ, ідеолог ОУН, член Проводу Українських Націоналістів.
Борець за незалежність України у ХХ столітті

Перший Конґрес Українських Націоналістів у Відні, 1929 рік. Сидять зліва направо 1 ряд: Юліан Вассиян, Дмитро Андрієвський, Микола Капустянський, Євген Коновалець, Микола Сціборський, Яків Моралевич, Володимир Мартинець, Микола Вікул. Стоять зліва направо 2 ряд: Іван Малько, Осип Бойдуник, Максим Загривний, Євген Зиблікевич, Петро Кожевників, Дмитро Демчук, Леонід Костарів, Олесь Бабій, Ріко Ярий, Михайло Антоненко, Зенон Пеленський. Стоять зліва направо 3 ряд : Юрій Руденко, Ярослав Барановський, Степан Охримович, Степан Ленкавський, Андрій Федина, Ярослав Герасимович, Теофіл Пасічник-Тарнавський, Олександр Згорлякевич

## Життєпис
Народився 12 січня 1894 року в с. Колоденці, Жовківського повіту Королівства Галичини та Володимирії Австро-Угорщини (нині Львівський район, Львівська область, Україна ) в сім'ї вчителя народних шкіл Івана Вассияна та його дружини Вільгельміни (до шлюбу Урбан).
У 1914 році вступив до Легіону Січових стрільців, пройшов усю воєнну кампанію УСС і Української Галицької Армії, брав участь у військових діях на теренах Наддніпрянської України. У 1920—22 роках опинився в польському таборі для полонених у Домб'ю.

### Навчання, університети
У таборах для інтернованих вояків Армій УНР і УГА на теренах Польщі і Чехословаччини виникла ціла громадсько-культурна інфраструктура зі збереження української ідентичності і розвитку національної ідеології. Колишні солдати тепер ставали публіцистами, редакторами, письменниками, дослідниками, мистецькими і літературними критиками, філософами.
З 1922 року Ю. Вассиян навчався у Львівському таємному університеті. Тут він мав посаду університетського референта в Українській крайовій студентській раді, яка займалася організацією студентства і співпрацювала з підпільною Українською військовою організацією на чолі з Є. Коновальцем, що вела боротьбу проти польської окупації. У 1924 році Ю. Вассиян переїхав на студії до Праги та відразу став одним з лідерів Групи української націоналістичної молоді, почав друкуватися у її органі — журналі «Національна думка».

### Вассиян— ідеолог націоналізму
У 1927 році Вассиян уже сприймався в націоналістичному середовищі як чільний ідеолог і був делегований на 1-у Конференцію українських націоналістів у Берліні, котра мала підготувати платформу для об'єднання різних націоналістичних підпільних організацій в одну структуру.
У 1928 році відбулася 2-а Конференція українських націоналістів у Празі, на якій Ю. Вассияна делеговано на майбутній Конгрес українських націоналістів (Відень, 27 січня — 3 лютого 1929 р.) вже як головним ідеологом. Саме на Конгресі було засновано ОУН і на ньому  Ю. Вассиян виголосив знамениту доповідь «Ідеологічні основи українського націоналізму» («Розбудова нації». — 1929. — № 3-4).
Конгрес призначив Вассияна керівником ідеологічної секції ОУН; тоді ж і з'явилася його брошура «Програма виховання в ОУН». У 1930 році закінчив Карлів університет у Празі, студіювавши перед тим паралельно філософію й слов'янську філологію в празькому німецькому університеті й українському педагогічному інституті. Докторська дисертація — «Поєднання розуміння філософії в її відношенні до наук про основи поетики і метафізики».
1930 року переїжджає до Перемишля, де редагує газету «Український голос».

### Суди і тюрми
2 листопада 1931 року у Бродах Юліана Вассияна арештувала польська поліція у справі т. зв. «конгресівців» — виявлених нею учасників Конгресу ОУН 1929 року. Після судового процесу у Львові 1932 року разом з групою чільних діячів ОУН: Осипом Бойдуником, Олесем Бабієм, Євгеном Зиблікевичем, Степаном Ленкавським, Зеноном Пеленським — відбув 4-річне ув'язнення в тюрмах Львова і Дрогобича, де відзначався, за спогадами чільного діяча ОУН Зиновія Книша, великою сумлінністю в дотримуванні приписів в'язничної поведінки, відповідальністю в конспірації, щирістю до друзів.
Відбув ув'язнення та вийшов на волю у 1935 році, замешкав у свого батька у м. Броди, таємно підтримуючи контакт з підпіллям ОУН. З початком світової війни 1939 його знову заарештовано і відправлено до концтабору у Березі Картузькій.

### Війна й еміграція
«Золотий вересень» застав Вассияна у Бродах, куди провід ОУН, усвідомлюючи особливу важливість філософа для націоналістичного руху, вислав спеціальну групу бойовиків із завданням перевести його за кордон та надати йому можливість вільно працювати: у Кракові його чекала чиста квартира й акуратно приготовлені рукописи з минулих літ.
Початок німецько-радянської війни знову повернув його на рідну землю, до Львова, Бродів. У ці роки активно готував теоретичні й пропагандивні матеріали для Проводу ОУН під керівництвом Голови ПУН Андрія Мельника. У січні 1944 року його арештувало гестапо і він опинився у концтаборі в м. Брец біля Берліна. У 1945 році опинився на волі.
До 1950 року мешкав у різних містах Баварії. Опісля переїхав до Чикаго в США.
Помер 3 жовтня 1953 року. Похований на парафіяльному цвинтарі святого Миколая в Чикаго.

## Творчий доробок
Ю. Вассиян написав ряд праць з філософії, а також праць, в яких викладено і розвинуто ідейні засади українського націоналізму: «До головних засад націоналізму» (1928), «Ідеологічні основи українського націоналізму» (1929), «Змаг основ» (1940), «Рефлексії» (1927), «Листопадові рефлексії» (1950), «Воююча Україна» (1951), «Завзяття чи самовиправдання» (1956, посм.).
Окремі твори:
- Вассиян Ю. Суспільно-філософічні нариси. — Чикаго : Самостійна Україна, 1958. — 92 с.
- Вассиян Ю. Бо вже чекає четверта домовина: Політично-філософські роздуми // Слово і час. — 1994. — № 2. — С. 56—60.
- Вассиян Ю. Два обличчя націоналізму // ОУН: Минуле і майбуття / Відп. ред. С. Таран. — К., 1993. — С. 154—156.
- Вассиян Ю. Земля — міт українського життя (Про Т. Г. Шевченка) // Українська мова і література в школі. — 1993. — № 3. — С. 25—27.
- Вассиян Ю. Одиниця й суспільність: Суспільно-філософічні нариси. — Торонто: Золоті Ворота, 1957 — 91 с.
- Вассиян Ю. Суспільно-філософічні нариси. — Чикаго, 1998.
- Вассиян Ю. Твори: У 2 т. — Торонто: Накладом «Євшан-Зілля», 1972—1974. — Т. 1—2.